# Sanjaq de Mohács
El sanjaq de Mohács (de fet sanjaq de Mihäč) i de vegades sanjaq de Pécs (Pečüy) o de Szekcsö (Sekčoy) fou una unitat administrativa de l'Imperi Otomà creada al segle xvi (el primer sanjaqbegui, Kasim, és esmentat el 1543). El 1552 una part important del sanjaq de Mohács va formar el sandjak de Koppány (Köpän) i més tard es van segregar trossos que foren units als sandjaks de Simontornya (Shimontörna) i Szigetvár (Sigetvär). Formava part del vilayat de Budin (Buda) i el 1546 i 1552 el formaven 10 nahiyeler però el 1580 i 1590 ja només eren 3 nahiyeler i 1 kaza.